# قائمة السفراء المندوبين الدائمين لتونس لدى جامعة الدول العربية
تحتوي هذه المقالة على قائمة السفراء المندوبين الدائمين لتونس لدى جامعة الدول العربية.

## التاريخ
في 22 يناير 1982 صدر أمر من الرئيس الحبيب بورقيبة متعلق بتنظيم المندوبية الدائمة للجمهورية التونسية لدى جامعة الدولة العربية، وكلفت بمقتضاه تمثيل الدولة التونسية لدى الأمانة العامة للجامعة ومنظماتها ومجالسها الوزارية ولجانها ومختلف هياكلها. المندوب الدائم لديه رتبة سفير من حيث التشريفات.

حسب هذا الأمر، فإن المندوبية تتكون من: إدارة فرعية للشؤون السياسية (بها قسم المكلف بشؤون الجامعة)، إدارة فرعية للشؤون الاقتصادية والاجتماعية والفنية (بها قسم المكلف بشؤون المجلس الاقتصادي والاجتماعي وقسم المكلف بشؤون المجالس الوزارية المتخصصة).

## القائمة
ملاحظة: التواريخ أسفله هي تواريخ صدور قرارات التعيين في الرائد الرسمي للجمهورية التونسية، ولكن يمكن تسلم مناصبهم قبل هذه التواريخ أو بعدها.
| الممثل الدائم | الممثل الدائم     | تاريخ التسمية  |       |
| ------------- | ----------------- | -------------- | ----- |
|               | الطيب السحباني    | 14 سبتمبر 1980 | [ 2 ] |
|               | عبد السلام المسدي | 5 يوليو 1989   | [ 3 ] |

## مقالات ذات صلة
- قائمة الممثلين الدائمين لتونس لدى منظمة الأمم المتحدة
- قائمة الممثلين الدائمين لتونس لدى مكتب الأمم المتحدة في جنيف
- قائمة السفراء المندوبين الدائمين لتونس لدى اليونسكو